# Vlasta Šourková
Vlasta Šourková (21 de enero de 1936) es una exjugadora de baloncesto checoslovaca. Consiguió 5 medallas en competiciones oficiales con Checoslovaquia.